# 北斋漫画 (电影)

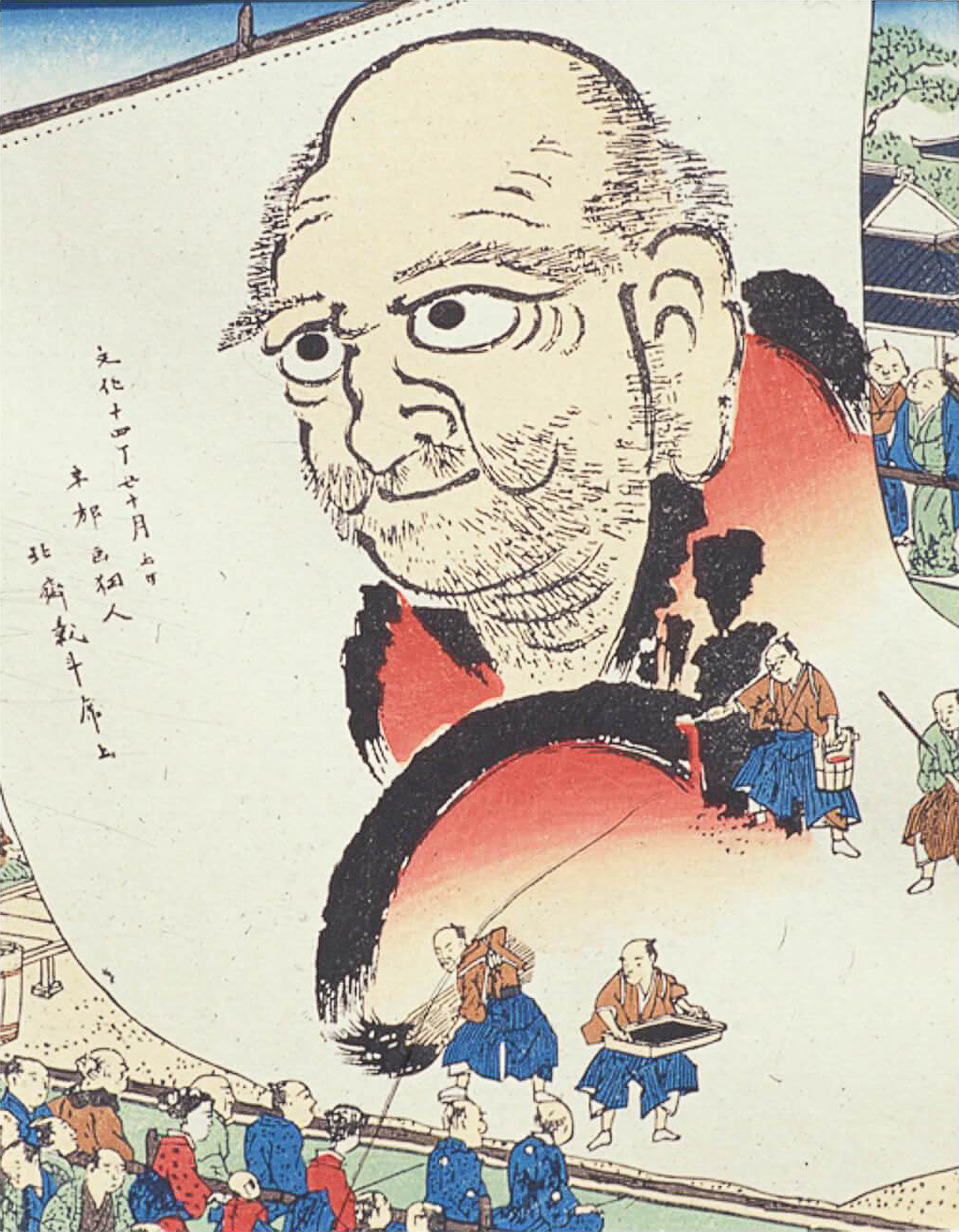
文化14年（1817年），葛饰北斋在本愿寺名古屋别院—百二十叠敷的纸上画了一个大达摩，上图为后人想象画

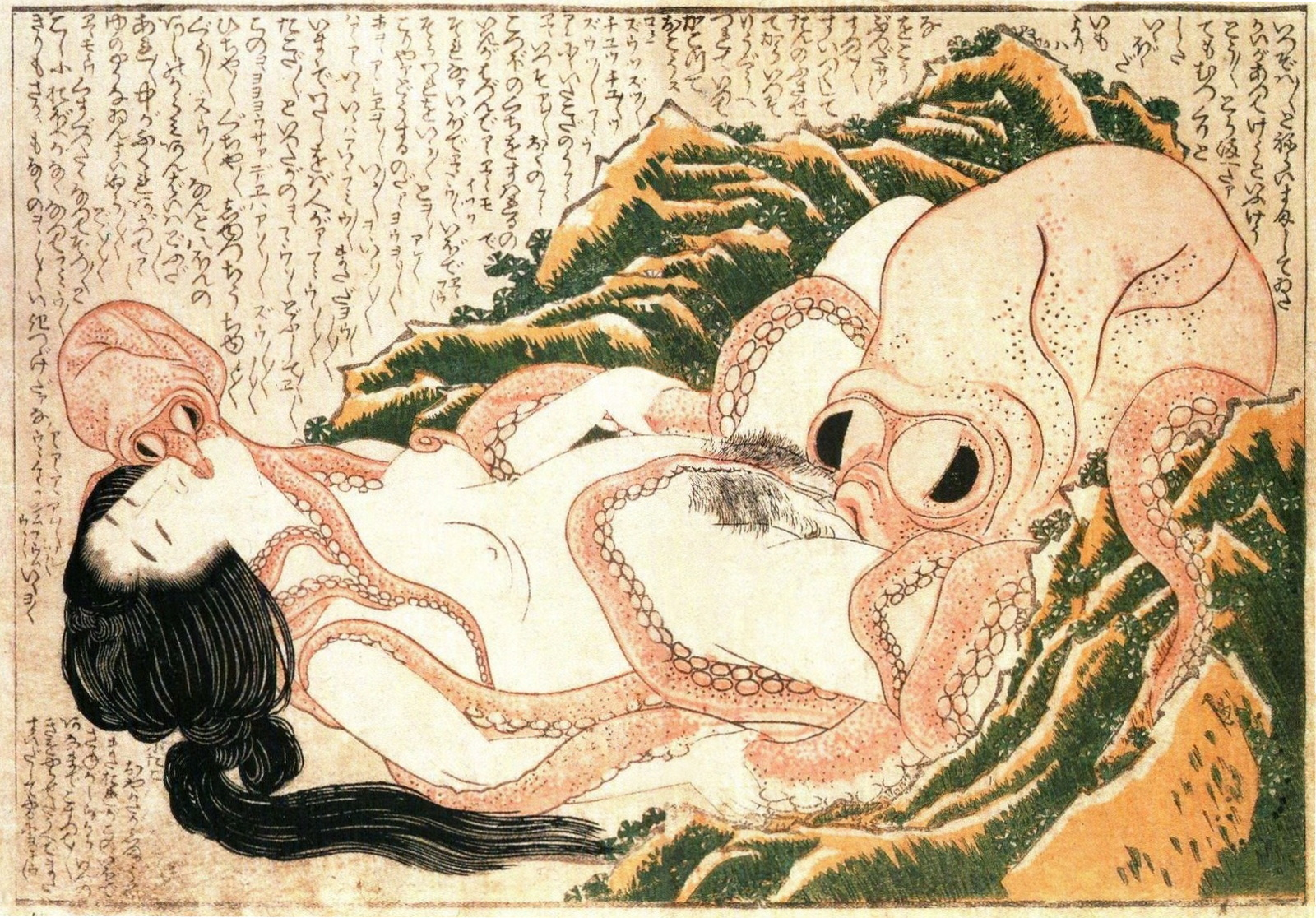
《章鱼与海女》是葛饰北斎在1814年绘制浮世绘春宫图‘喜能会之故真通’木版画中一枚

《北斋漫画》（日语：／ Hokusai-manga），是1981年9月12日上映的日本电影作品，由松竹制作、新藤兼人監督、绪形拳主演，讲述江户时代浮世绘师葛饰北斋的波瀾跌宕的艺术创作生涯。

## 剧情简介
贫民出身的铁藏（绪形拳饰）是磨镜师中岛伊势（フランキー堺饰）养子。铁藏迷恋绘画而拜狩野派学画，因固执己见而被师傅驱逐。后与养父闹翻，和女儿阿荣（田中裕子饰）寄居在木屐店工作却爱好写作的好友佐七（西田敏行饰）家。
铁藏雨中邂逅谜样美女阿直（樋口可南子饰），并与之堕入情网，铁藏所绘春宫画大受欢迎。养父迷恋阿直不得而上吊自杀，阿直亦不辞而别。铁藏跌入人生低谷，随即以走街串巷卖蚬、辣椒为生。
困顿之际，阿荣和佐七决心帮铁藏渡过难关，佐七自费请求出版商蔦屋重三郎出版铁藏的画。铁藏振作后在本愿寺名古屋别院—百二十叠敷的纸上画了一个大达摩，在一粒米上画两只小麻雀，因此轰动江户。铁藏因成名自傲，与佐七决裂。
云游富士山的铁藏绘出“富岳三十六景”等名作。老年时的佐七与铁藏生活窘迫，随着十返舍一九、式亭三馬、歌麿辞世，佐七与铁藏感慨今不如昔。不久阿荣带来一个貌似阿直的女子，铁藏重新振作，画出最后的名作——“喜能会之故真道——章鱼与海女”。铁藏撞见了那女子与和服店职员五助在家中幽会，那女子亦不辞而别。
铁藏渴求上天赐予其更多年以成为真正的艺术家，此时89岁的他溘然长逝……

## 角色
- 鉄藏（葛饰北斋）：緒形拳
- 佐七（曲亭馬琴）：西田敏行
- お栄（葛饰应为（葛饰北斋之女））：田中裕子
- お直：樋口可南子
- お百（曲亭马琴之妻）：乙羽信子
- 十返舍一九：宍戸錠
- 式亭三馬：大村崑
- 歌麿：愛川欽也
- 狩野融川：観世栄夫
- 中島伊勢（葛饰北斋养父）：フランキー堺
- 雕师：殿山泰司
- 刷師：森塚敏
- 蔦屋重三郎：大塚国夫
- 番頭：戸浦六宏
- 五助：佐瀬陽一
- 海边女子：朝霧友香

## 工作人员
- 製作：赤司学文、中條宏行
- 原作：矢代静一（《北斎漫画》）
- 脚本、导演：新藤兼人
- 音乐：林光
- 撮影：丸山恵司
- 美術：重田重盛
- 照明：杉田正博
- 調音：小尾幸魚
- 录音：島田満
- 編集：杉原よ志
- 製作主任：池田義徳
- 绘画指導：田中博之
- 装飾考証：荒川大
- 時代考証：林美一
- 題字：中川一政
- 製作協力：青年座映画放送、近代映画協会

## 获奖情况
- 第5回日本电影金像奖
  - 最佳女配角奖（田中裕子）
  - 优秀男主角奖（绪形拳）
  - 优秀男配角奖（西田敏行）
  - 优秀音乐奖（林光）
  - 新人演员奖（田中裕子）
- 蓝丝带奖第24回（1981年度）
  - 最佳女配角奖（田中裕子）
- 报知电影奖第6回（1981年度）
  - 最佳女配角奖（田中裕子）
- 横滨电影节第3回（1982年度）
  - 最佳女配角奖（田中裕子）

## 关联项目
- 章鱼与海女

## 外部連結
- 互联网电影数据库（IMDb）上《北斋漫画》的资料（英文）
- 爛番茄上《北斋漫画》的資料（英文）
- 豆瓣电影上《北斋漫画》的資料 （简体中文）